# Entente sur les tiers pays sûrs
L'Entente sur les tiers pays sûrs est un traité bilatéral entre le Canada et les États-Unis qui crée un régime de partage de responsabilité de l’examen des demandes de statut de réfugié.
Des milliers de réfugiés arrivent au Canada chaque année en provenance des États-Unis à partir de divers endroits le long de la frontière canado-américaine, notamment le chemin Roxham, et le Canada et les États-Unis ont voulu se donner un cadre juridique bilatéral pour traiter les demandes de réfugiés.

## Description sommaire du traité
Selon l'arrêt Conseil canadien pour les réfugiés c. Canada (Citoyenneté et Immigration) de la Cour suprême du Canada, les objectifs de l'entente sur les tiers pays sûrs peuvent être décrits ainsi : 

« Essentiellement, le traité prévoit que les demandeurs d’asile doivent, en règle générale, demander cette protection dans celui des deux pays où ils sont entrés en premier après avoir quitté leur pays d’origine. L’Accord entre le gouvernement du Canada et le gouvernement des États‑Unis d’Amérique pour la coopération en matière d’examen des demandes de statut de réfugié présentées par des ressortissants de pays tiers, R.T. Can. 2004 no 2, est connu sous le nom d’« Entente sur les tiers pays sûrs ». Le préambule du traité mentionne la reconnaissance mutuelle que les deux pays offrent des systèmes généreux de protection des réfugiés, de sorte que les demandeurs peuvent obtenir une protection efficace dans l’un ou l’autre pays. Le partage de responsabilité est donc considéré comme justifié, même si les lois de chaque pays diffèrent. »

Au Canada, le traité est mis en œuvre par la  Loi sur l'immigration et la protection des réfugiés.

## Contestation judiciaire du traité au Canada
Le contrôle de la constitutionnalité d'un traité international est possible en droit constitutionnel canadien dans la mesure où, pour être valides en droit interne canadien, les dispositions d'un traité doivent être mises en œuvre dans une loi du Parlement. La contestation porte sur le texte de la loi de mise en œuvre du traité.
L'entente sur les tiers pays sûrs a été contestée devant les tribunaux canadiens par des organismes de défense des droits des réfugiés au motif qu'en vertu du traité, les agents d'immigration renvoient sommairement aux États-Unis les demandeurs d'asile qui sont entrés par la frontière canado-américaine sans vérifier si cela est conforme à la Charte canadienne des droits et libertés et qu'une fois arrivés aux États-Unis, les réfugiés ont de fortes chances d'être renvoyés vers leur pays d'origine. La Cour suprême a rejeté la thèse des défenseurs des réfugiés selon laquelle l'entente viole l'article 7 de la Charte canadienne des droits et libertés (droit à la vie, à la liberté et à la sécurité de la personne) et qu'elle est ultra vires, mais elle a ordonné à la Cour fédérale d'examiner s'il y avait une violation de l'article 15 de la Charte (droit à l'égalité).